# Órgano de la Catedral de San Esteban

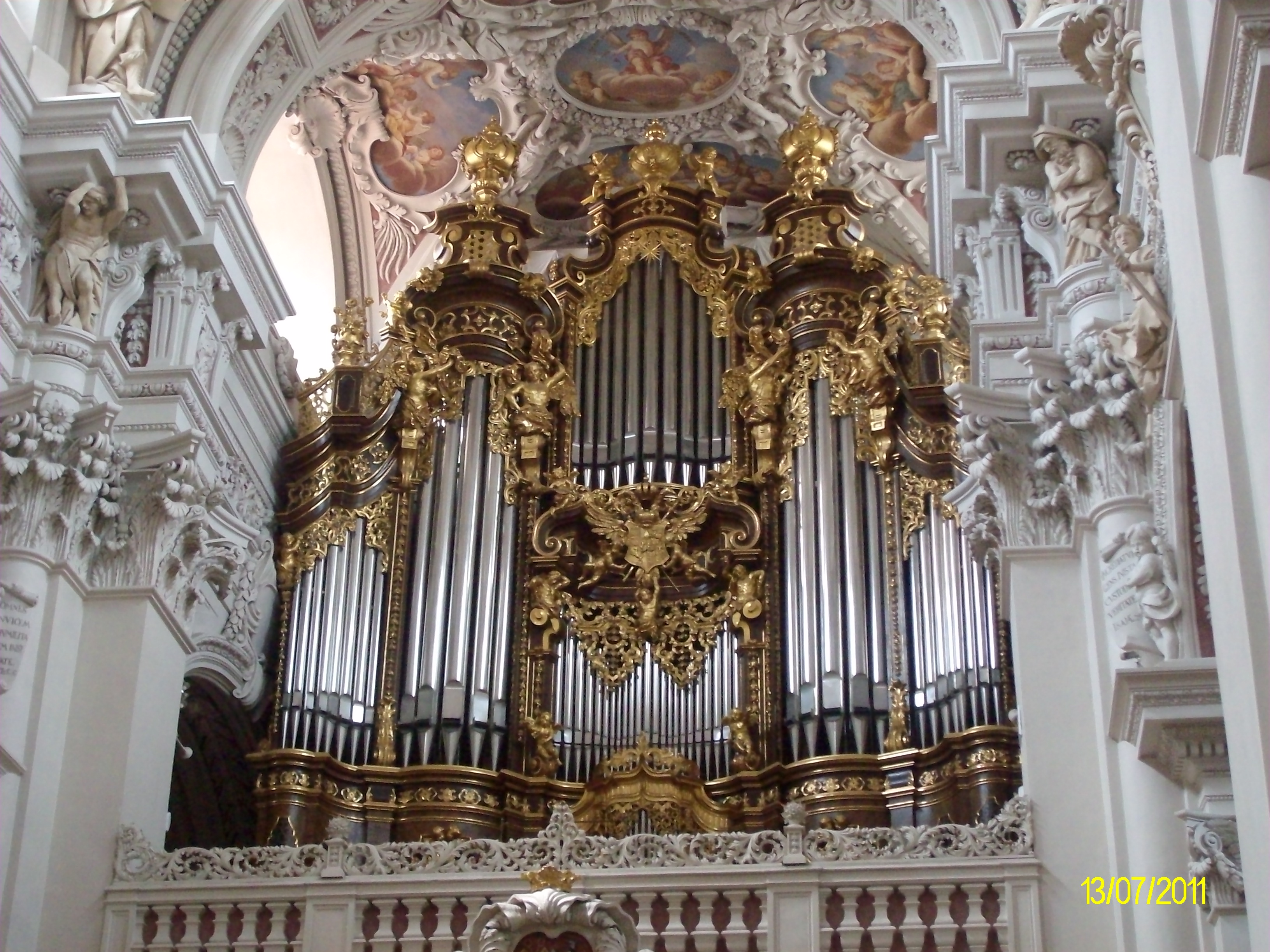
Órgano principal construido por Steinmeyer en 1925, usando la caja de hecha por Joseph Matthias Götz en 1733 para el antiguo órgano de Hechenberger.

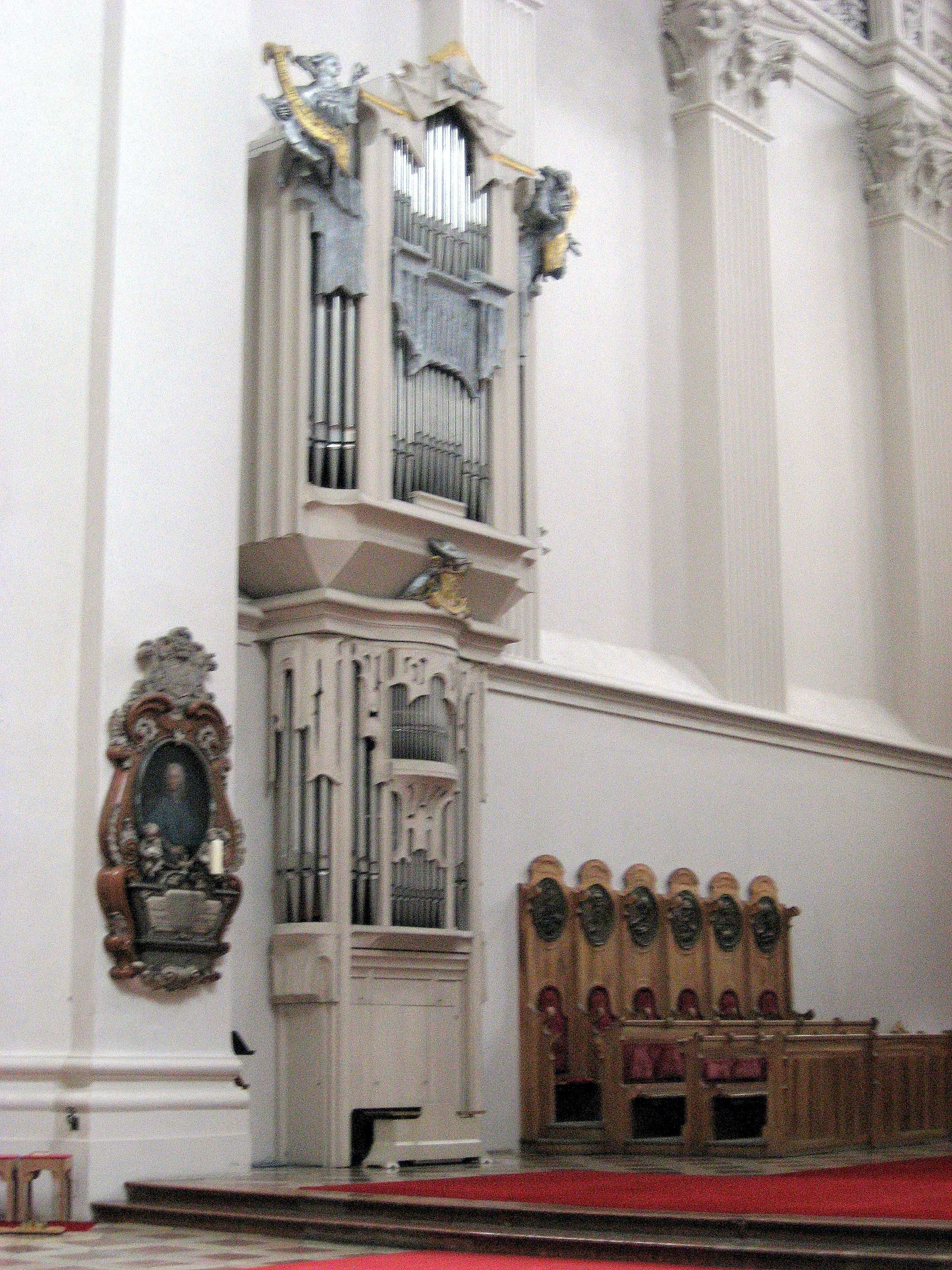
Órgano del coro.

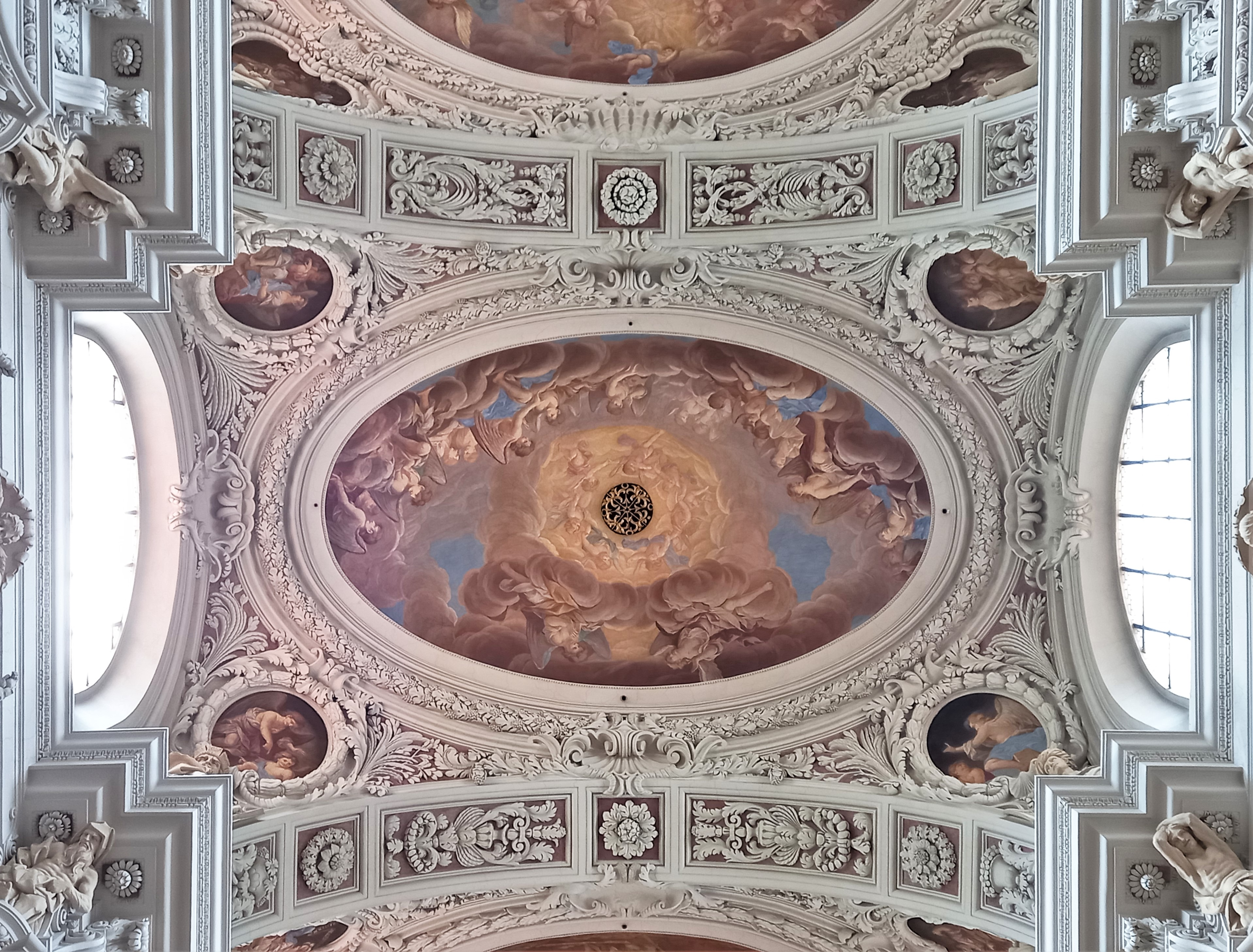
Hueco llamado "Heiliggeistloch" por donde el sonido del órgano del ático viaja hasta la catedral.

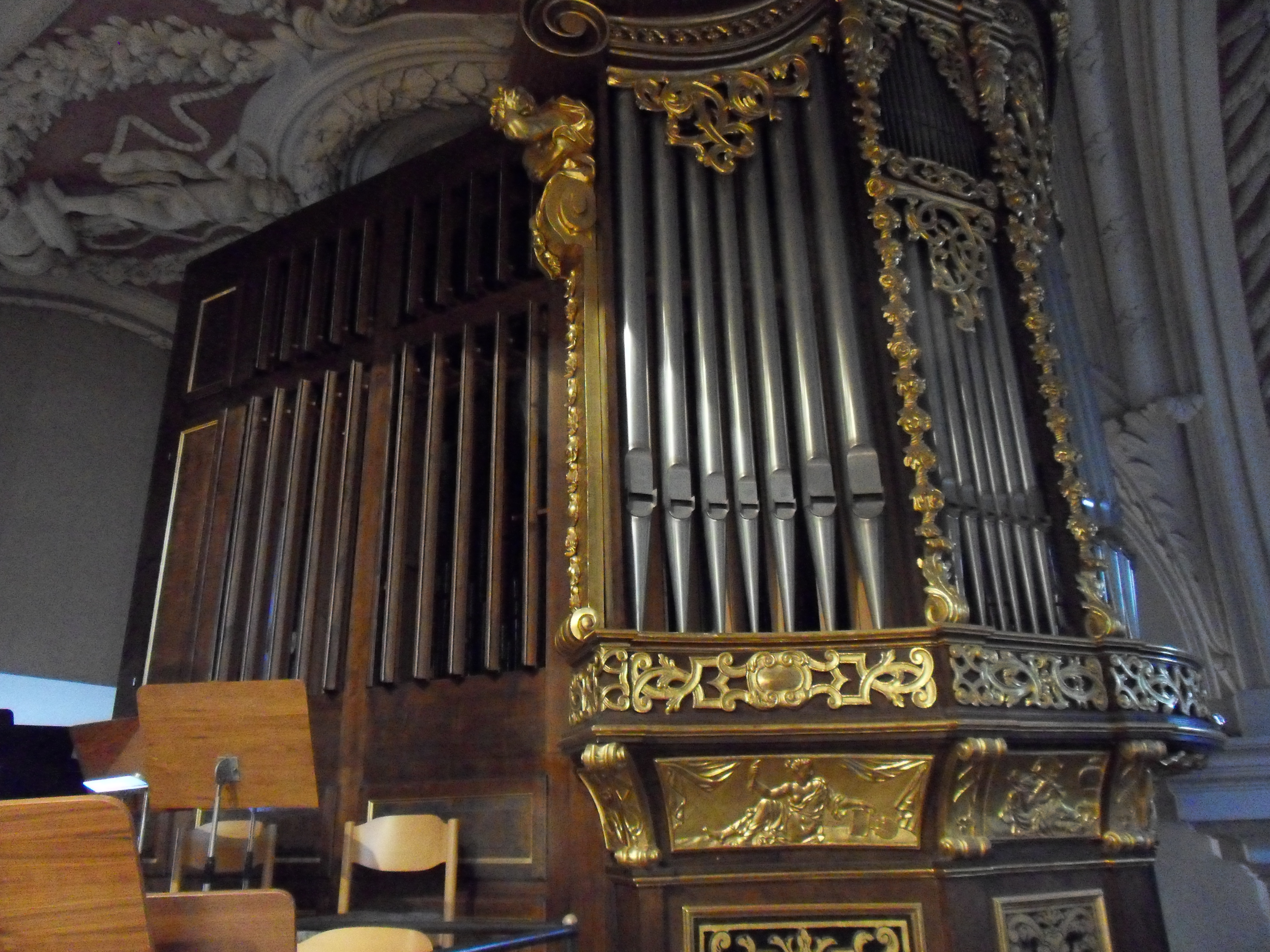
Órgano del Evagelio, se pueden observar las persianas swell parcialmente abiertas.

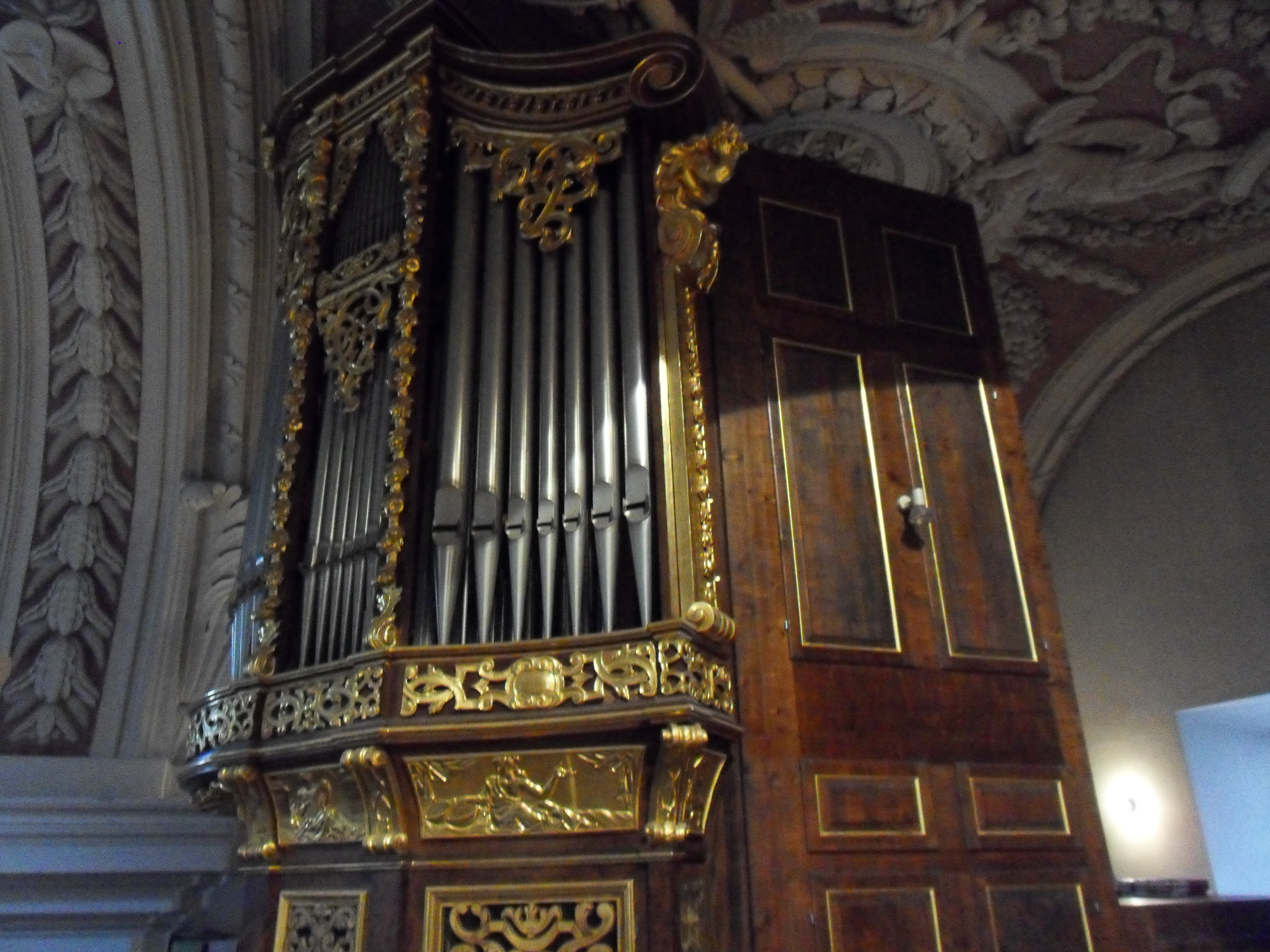
Órgano de Epístola.

El órgano de la Catedral de San Esteban es un instrumento emplazado en dicho templo ubicado en la ciudad de Passau, Alemania. El instrumento esta compuesto por el órgano principal, de mayor tamaño, y cuatro subróganos, todos se pueden tocar desde una misma consola principal, además cada uno también tiene la suya propia. Entre todos los órganos suman en total 17.774 tubos distribuidos en 333 rangos y 223 registros. La construcción del órgano principal data del siglo XV, mientras que los demás subróganos fueron construidos a lo largo del tiempo por distintos fabricantes. El órgano principal fue construido por la firma alemana Steinmeyer en 1925, usando la caja de hecha por Joseph Matthias Götz en 1733 para el antiguo órgano de Hechenberger. Tanto el órgano principal como los subróganos fueron reformados y ampliados en distintas ocasiones por diversas firmas como Hechenberger, Eisenbarth, Roland Killinger y la vigente reforma por parte de las firmas Klais, Karl Schuke y Casavant Frères, que se prevé finalizará en 2026. Es el órgano más grande de Europa, además de ser el más grande instalado en una iglesia católica en el mundo. Fue el órgano de iglesia más grande del mundo en el momento de su construcción, y mantuvo este título hasta la década de 1990.

## Historia
Como ocurre con la mayoría de los órganos de gran porte del mundo, el órgano de la Catedral de San Esteban se fue formando gradualmente a lo largo de los siglos, añadiéndose diferente cantidad de tubos y rangos, entre otras reformas. La información más antigua de un órgano en este templo data alrededor de 1467 o 1471, cuando el príncipe-obispo Ulrich von Nussdorfthe mandó construir un primer órgano de estilo gótico tardío, probablemente obra del organero Wolfgang Ruerdorff. En el incendio de la ciudad de 1662, según los registros, se destruyeron dos o cuatro órganos. Entre 1682 y 1685, el organero local Leopold Freundt, construyó e instaló un órgano en la galería oeste. Originalmente un instrumento de 23 registros, fue ampliado posteriormente a 28. Entre 1715 y 1718, el organero Johann Ignaz Egedacher construyó dos órganos del tipo nido de golondrina de seis registros para los manuales y cuatro para el pedal, en cajas diseñadas por el carpintero Paul Lederer y el escultor Joseph Hartmann, ubicadas debajo de la cúpula. Fueron pensados para conciertos de cantantes, ya sea como coro vocal y trompetistas. Es posible que Egedacher trajera la idea de Salzburgo a Passau, ya que su padre era organero residente en Salzburgo y construyó, entre otras cosas, el órgano barroco principal de la catedral.
En 1731, Johann Ignaz Egedacher construyó un nuevo órgano principal de 40 registros con tres teclados y pedalera, que se instaló en una caja diseñada por Josef Matthias Götz. Las cajas de los órganos de las epístolas y del evangelio son aún más antiguas: datan de 1715. El órgano era muy grande para los estándares barrocos, con un registro principal abierto de 32' en el pedal, solo había unos pocos instrumentos comparables a éste en el sur de Alemania en ese momento. Egedacher amplió el órgano a 49 registros en 1733. Georg Adam Ehrlich realizó importantes reparaciones en 1824. Cuando se refaccionó la catedral en 1858, los dos órganos de construcción de tipo nido de golondrina se trasladaron a costados del órgano principal, en la galería oeste. El traslado probablemente fue realizado por Ehrlich. Después de las reparaciones realizadas en 1862 y 1871, y según el informe del director Franz Miloche, en 1885 se construyó un nuevo órgano principal en el edificio existente, obra de Martin Hechenberger, heredero de Ehrlich. El nuevo instrumento contaba con 73 registros y 5237 tubos. A finales del siglo XIX, Hechenberger lo amplió a 75 registros. Debido a la falta de mantenimiento y al desgaste este órgano se volvió inutilizable.
El estado del órgano Hechenberger se deterioraba cada vez más debido al desgaste técnico. En 1919 el organista de la catedral, Kühberger, se puso en contacto con la firma constructora de órganos Steinmeyer en Oettingen. Tras el fallo parcial o total de varios registros, se hizo inevitable la renovación o nueva construcción del órgano. En 1928, Kühberger presentó una petición escrita al obispo Sigismund Felix von Ow-Felldorf. En ella, proponía agregar dos o tres combinaciones libres, una extensión del pedal de dos notas y otras ayudas para la interpretación. En un informe posterior, Arthur Piechler propuso convertir la acción mecánica a electroneumática. El contrato para construir el órgano de Epístola de 26 registros fue adjudicado a Steinmeyer el 8 de agosto. La construcción finalizó el 18 de diciembre de 1924. A partir del 12 de enero de 1925 se desmanteló el antiguo órgano Hechenberger, se demolieron los antiguos muros divisorios entre el coro principal y los coros laterales, y la antigua caja del órgano principal de 1733 por Joseph Matthias Götz fue movida 75 cm hacia atrás, y sería expandida por Hans Geiger en 1979. El nuevo órgano de 208 registros fue inaugurado para Pentecostés de 1928, y era el órgano más grande del mundo en ese momento, hasta que en 1932 finalizó la construcción del órgano del Atlantic City Convention Hall. El órgano principal se modernizó en 1930 con la introducción de la electricidad, un trabajo también realizado por Steinmeyer. La construcción del órgano de coro se considerò por primera vez en 1925, pero fue terminado recién el 31 de agosto de 1927, ubicado en una nicho en la pared y protegido inicialmente por una reja de madera provisoria, y fue el último de los subórganos en construirse antes de la instalación del órgano remoto (Fernorgel) que se llevó a cabo en abril de 1928.
Durante la Segunda Guerra Mundial el órgano no fue requisado ni se retiraron sus tubos de para fines militares, aunque si se produjeron algunos daños menores entre abril y mayo de 1945 como consecuencia de los ataques. En 1948, el órgano fue restaurado bajo la dirección del organista de la catedral Max Tremmel y fue inaugurado con un concierto brindado por Heinrich Wismeyer, organista de la catedral de Múnich. A partir de 1945, la empresa Eisenbarth de Passau se encargó del mantenimiento y cuidado del órgano. Entre 1954 y 1965, siguiendo las indicaciones del organista de la catedral Walther Schuster, la disposición del órgano fue modificándose progresivamente hacia el neobarroco y se aclaró tonalmente hacia un sonido más brillante. En 1958 el órgano de coro fue ligeramente desplazado y se lo reformó con una fachada de tubos abiertos diseñado por el arquitecto de Múnich Michael Steinbrecher. A partir de 1966, casi anualmente se reemplazaron, cambiaron o modificaron los registros de lengüeta hacia un sonido más neobarroco.
Con el inicio de la planificación de la renovación interior de la catedral en los años 70, con vistas al festival de la catedral de 1980, y debido al creciente desgaste de la acción y de las cajas de viento, se consideró hacer una restauración del órgano. Además, el peso del órgano principal había provocado hundimientos, que en 1979 debían ser estabilizados mediante anclajes de hormigón. Un informe técnico de Walther R. Schuster, el organista de la catedral de Múnich Franz Lehrndorfer y el organista de la catedral de Bamberg Wolfgang Wünsch, se pronunció en contra de la restauración del órgano Steinmeyer existente y recomendó la conversión del órgano a cajas deslizantes.
Entre 1977 y 1981 fue reconstruido profundamente por la empresa Eisenbarth de Passau reutilizando 55 registros parcialmente modificados del órgano Steinmeyer de Ludwig Eisenbarth. Con esta reforma fue posible por medio de su propia consola de cuatro manuales, conectar sonoramente los subórganos para formar un todo, los cuales se decidió dejar en su sitio original. El organista de la catedral Walther R. Schuster  solicitó la reconstrucción de los órganos del tipo nido de golondrina de Egedacher (1715), pero el plan fue rechazado por su elevado costo. Con la invención de la acción eléctrica fue posible fusionar los cinco instrumentos para que puedan ser tocados desde una consola general, esta obra requirió del tendido de unos 120.000 metros de cableado eléctrico, un trabajo que fue realizado por la empresa alemana Siemens. Pero también en la galería oeste se encuentra una consola general de cinco manuales donde los 233 registros sonoros de todos los subórganos, con sus 17.774 tubos y cuatro carillones, pueden tocarse individualmente o en conjunto. En 1993 fue necesario refaccionar el órgano de eco, se renovaron las cajas de viento, se reutilizaron las tuberías de Eisenbarth, se incorporó un registro de Trompete 8'. Se hicieron otras modificaciones durante la década de 1990, bajo la dirección del organista de la catedral Hans Leitner como adición de superoctavas, se reorganizaron las mixturas y cambios en la disposición de los registros. En 1976, se desmontó el órgano de coro. Su disposición, diseñada por Mahrenholz en 1925 fue conservada. Originalmente estaba ubicado en un nicho en el presbítero, lo que era desfavorable acústicamente, y si bien se planteó una construcción en un nicho de más de ocho metros de profundidad, se terminó de construir en una caja de gran altura cerca de su ubicación original. El órgano es ejecutable desde su consola mecánica del tipo ventana integrada al órgano construido por Laukhuff, Weikersheim, con tres manuales y pedalero. Su fachada de tubos fue diseñada por Franz y Leopold Hafner. La disposición del órgano se orienta hacia los modelos del barroco alemán del norte.

En 2021 comenzó una renovación que duró un año, en donde se reconstruyó el órgano del coro y del órgano de eco por Karl Schuke (Berlín, Alemania). En 2023 Karl Schuke construyó un nuevo órgano solista en los dos balcones laterales de la nave que da al coro, con tubos de lengüeta por Roland Killinger (Alemania). Posteriormente se desmantelaron los órganos principal, de Epístola y del Evangelio. Las naves norte y sur albergan los órganos del Evangelio y de la Epístola, ubicados en dos cajas idénticas Hartmann de 1715, originalmente de los órganos de nido de golondrina. Con 25 registros, el órgano del Evangelio presenta un diseño de estética francesa con una división para bombarda o corneta. El instrumento se toca únicamente a través de la consola principal. El órgano de la Epístola, diseñado con estética italiana, se puede tocar desde su propia consola de acción mecánica. El órgano Echo de 19 registros se encuentra en el ático, detrás de la cúpula. Los registros se conservaron del antiguo órgano romántico de 1928 y se mantuvieron prácticamente sin cambios tras la restauración de 1981. Este órgano se toca desde la consola principal y desde su propia consola del presbiterio. Diseñado por Christhard Mahrenholz en 1928, el órgano de presbiterio de tres teclados y pedales fue uno de los primeros instrumentos diseñados según los principios del Orgelbewegung. En 1978 los tubos sin tapar de los 38 registros se insertaron en una caja que se apoyaba suavemente contra el muro norte del presbiterio y fue construida por los hermanos Hafner. Este órgano mecánico de teclas y registros se toca a través de su propia consola.
En 2024 comenzó una profunda remodelación del órgano por los talleres Klais de Bonn y Schuke de Berlín, en colaboración con Eisenbarth de Passau y Casavant Frères de Canadá. Uno de los cambios más importantes es electrificar el órgano principal. El nuevo concepto tonal, que se implementará durante la renovación, aportará sonoridad y una base tonal más sólida, es una síntesis del Steinmeyer de 1928 y la reconstrucción neobarroca de Eisenbarth en 1980, con la incorporación de la Solo división de inspiración estadounidense. Los registros de base del órgano Steinmeyer, perdidos en 1980, se repondrán para ofrecer una sonoridad más amplia y un mayor soporte tonal. Los registros existentes se reorganizarán en función del uso litúrgico y la optimización artística del sonido. Los 126 registros detrás de la histórica fachada de Egedacher fueron completamente desmontados y restaurados, a excepción de algunos tubos de pedal. Prácticamente todos los registros que quedaron del órgano Steinmeyer de 1927, y algunos del Eisenbarth de 1980, se llevaron al taller en Bonn para su restauración y reacondicionamiento. Los tubos de pedal más grandes, de hasta 10 metros de longitud, fueron alojados en la galería de la catedral y se restauraron in situ, son almacenados en posición vertical. Se reubicaron 50 registros detrás de la fachada de forma que haya suficiente espacio para que suenen libres, también para que su acceso al afinarlos sea fácil. Dos nuevas consolas fueron construidas para esta remodelación a cargo de la firma Schuke.

## Características
El órgano de la Catedral de San Esteban es un sistema de cinco órganos conectados entre sí, que se pueden manejar todos desde una sola consola.
- Órgano principal, pieza central de la catedral, con 122 registros es el más grande de los cinco, fue construido por Steinmeyer en 1925, usando la caja de hecha por Joseph Matthias Götz en 1733 para el antiguo órgano de Hechenberger.[6] Tiene su propia consola de cuatro manuales y pedalero. La consola del órgano "general" donde se pueden tocar los cinco órganos con sus 223 registros tiene cuatro manuales y pedalero, esta cercana a la consola del principal, del tipo ventana junto al instrumento.
- Órgano Epístola (Epistelorgel) posee 25 registros, dos manuales y pedalero.
- Órgano del Evangelio (Evangeliensorgel) similar al anterior. Se puede manejar desde el quinto manual de la consola general. Este órgano tiene 25 registros.
- Órgano del Coro (Chororgel) situado a la izquierda del presbiterio, barroco del norte de Alemania, tiene su propia consola mecánica. Posee 38 registros, tres manuales y pedalera.
- Órgano de Eco (Fernorgel) en el ático de la nave de la catedral,[14] cuyo sonido llega a la sala de la iglesia a través del "Heiliggeistloch".[6][14] Tiene 18 registros, un manual y pedalera.

Estos sistemas también se puede tocar por separado ya que cada uno tiene su propia consola de acción mecánica o eléctrica. Un organista puede tocar los cinco órganos individualmente o como un gigantesco órgano de cinco partes, produciendo una cacofonía sonora mediante la acción de teclas eléctricas y un ajustador programable capaz de almacenar más de 4000 ajustes. Este instrumento cuenta en total con 17 .774 tubos, en 333 rangos distribuidos en 223 registros.
El tubo más grande mide más de 11 metros de altura, pesa casi 300 kg y genera un tono con una frecuencia tan baja (16 Hz) que es casi inaudible para el oído humano. Por el contrario, los tubos más pequeños del órgano pueden generar tonos con una frecuencia de 16 kHz, en el extremo opuesto del rango de frecuencias audibles.

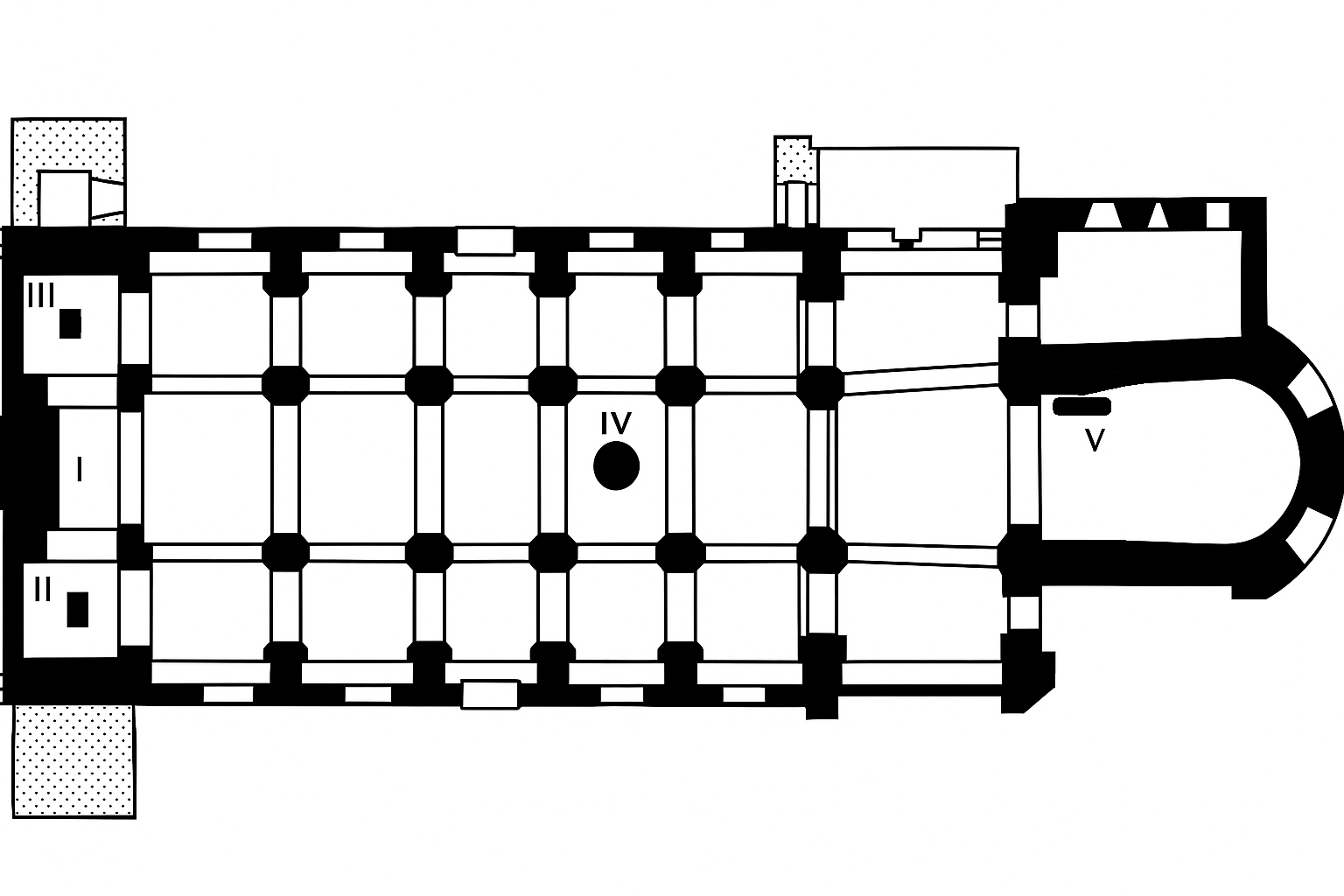
Distribución de los órganos de la Catedral de San Esteban:
I) Órgano principal.
II) Órgano Epístola de estilo barroco italiano.
III) Órgano del Evangelio de estilo francés.
IV) Órgano de coro de estilo barroco alemán del norte.
V) Órgano del ático o de eco.

## Disposición

### Principal
El órgano principal tiene cinco manuales y pedalera, 122 registros y 180 rangos.
| I. Hauptwerk         | I. Hauptwerk |  | II. Positiv     | II. Positiv |
| -------------------- | ------------ |  | --------------- | ----------- |
| Grand Bourdon        | 32'          |  | Rohrflöte       | 16'         |
| 1Grossprestant       | 16'          |  | 1Praestant      | 8'          |
| Gedacktpommer        | 16'          |  | 1Bordun         | 8'          |
| Principal major      | 8'           |  | Flauto amabile  | 8'          |
| 1Principal minor     | 8'           |  | Unda maris      | 8'          |
| 1Gedackt             | 8'           |  | 1Gambe conique  | 8'          |
| Flûte traversière    | 8'           |  | 1Principal      | 4'          |
| 1Viola da Gamba      | 8'           |  | 1Koppelflöte    | 4'          |
| 1Octave              | 4'           |  | Gemshorn        | 4'          |
| 1Spitzflöte          | 4'           |  | Nazard          | 2 2/3'      |
| Fugara               | 4'           |  | 1Waldflöte      | 2'          |
| Terz                 | 3 1/5'       |  | Octave          | 2'          |
| 1Quinte              | 2 2/3'       |  | 1Terzflöte      | 1 3/5'      |
| 1Kleinoctave         | 2'           |  | 1Kleinquint     | 1 1/3'      |
| Nachthorn            | 2'           |  | 1Octävlein      | 1'          |
| 1Superoctave         | 1'           |  | 1Nonenflöte     | 8/9'        |
| 1Mixtura major 2'    | VII-VIII     |  | Cornettino 4'   | IV          |
| Mixtura minor 1 1/3' | V            |  | 1Mixtur 1 1/3'  | V           |
| 1Cymbel 1'           | V            |  | 1Actua 1'       | IV          |
| 1Cornet              | V            |  | Fagott          | 16'         |
| 1Trompette           | 16'          |  | Corno di caccia | 8'          |
| 1Trompete            | 8'           |  | 1Vox humana     | 8'          |
| 1Trompete            | 4'           |  | 1Rohrschalmei   | 4'          |
| Zimbelstern (6)      |              |  | Tremulant       |             |
| Chamade              | 8'           |  |                 |             |
| Chamade              | 4'           |  |                 |             |
| Chamade              | 2'/16'       |  |                 |             |

| III. Schwell-Bombardwerk (expressif / enclosed) | III. Schwell-Bombardwerk (expressif / enclosed) |  | IV. Brustwerk        | IV. Brustwerk |
| ----------------------------------------------- | ----------------------------------------------- |  | -------------------- | ------------- |
| 1Stillgedackt                                   | 16'                                             |  | 1Holzprincipal       | 8'            |
| Gamba                                           | 16'                                             |  | 1Lieblich Gedackt    | 8'            |
| 1Principal                                      | 8'                                              |  | 1Quintade            | 8'            |
| 1Nachthorngededackt                             | 8'                                              |  | 1Praestant           | 4'            |
| Flûte harmonique                                | 8'                                              |  | 1Rohrflöte           | 4'            |
| Tibia clausa                                    | 8'                                              |  | 1Principal           | 2'            |
| Jubalflöte                                      | 8'                                              |  | 1Holzblockflöte      | 2'            |
| 1Salicional                                     | 8'                                              |  | 1Superquinte         | 1 1/3'        |
| Vox coelestis 8'                                | II                                              |  | 1Hohlpfeif           | 1'            |
| 1Octave                                         | 4'                                              |  | 1Sesquialtera 2 2/3' | II            |
| Traversflöte                                    | 4'                                              |  | 1Scharff 2/3'        | IV            |
| 1Quintade                                       | 4'                                              |  | 1Terzcymbel 1/6'     | III           |
| Viola d'amour                                   | 4'                                              |  | 1Dulcian             | 16'           |
| 1Spitzquinte                                    | 2 2/3'                                          |  | 1Bärpfeife           | 8'            |
| 1Doublette                                      | 2'                                              |  | 1Geigend Regal       | 4'            |
| Schweizerpfeife                                 | 2'                                              |  | 1Carillon            |               |
| Salicet                                         | 2'                                              |  | Tremulant            |               |
| 1Gemsterz                                       | 1 3/5'                                          |  |                      |               |
| 1Larigot                                        | 1 1/3'                                          |  |                      |               |
| Septime                                         | 1 1/7'                                          |  |                      |               |
| 1Sifflet                                        | 1'                                              |  |                      |               |
| 1Grossmixtur 2 2/3'                             | V-VII                                           |  |                      |               |
| 1Tintinabulum 1'                                | II                                              |  |                      |               |
| Quintcymbel 1/2'                                | IV                                              |  |                      |               |
| Bombarde                                        | 16'                                             |  |                      |               |
| Trompette harmonique                            | 8'                                              |  |                      |               |
| 1Hautbois                                       | 8'                                              |  |                      |               |
| Euphon-Clarinette                               | 8'                                              |  |                      |               |
| Clairon                                         | 4'                                              |  |                      |               |
| Celesta                                         |                                                 |  |                      |               |
| Tremulant                                       |                                                 |  |                      |               |

| 1Contraprincipalbass      | 32'     |
| Untersak                  | 32'     |
| Principalbass             | 16'     |
| Majorbass                 | 16'     |
| 1Subbass                  | 16'     |
| 1Gemshorn                 | 16'     |
| Violon                    | 16'     |
| Quintbass                 | 10 2/3' |
| 1Octavbass                | 8'      |
| Flûte                     | 8'      |
| 1Gedackt                  | 8'      |
| Viola alta                | 8'      |
| Terzbass                  | 6 2/5'  |
| Nazard                    | 5 1/3'  |
| Septime                   | 4 4/7'  |
| 1Principal-Piffaro 4'/2'  | II      |
| Trichterflöte             | 4'      |
| 1Pommer                   | 4'      |
| 1Bauernpfeife             | 2'      |
| 1Blockflöte               | 1'      |
| 1Rauschpfeife 4'          | V       |
| 1Mixtur 4'                | V       |
| 2Obertone                 | IV      |
| Contrabombarde            | 32'     |
| Posaune                   | 16'     |
| 1Bombarde                 | 16'     |
| 1Trompetenbass            | 8'      |
| 1Feldtrompete             | 4'      |
| Tremulant (petite pédale) |         |

### Evangelio
El órgano del Evangelio se puede manejar desde el quinto manual de la consola general. Este órgano tiene 25 registros y 36 rangos. 
- Manual de: 61 notas (Do-Do4)
- Pedalero de 32 notas (Do-Sol1)

| V. Schwellwerk-Tiefkornett | V. Schwellwerk-Tiefkornett |  | Pedal     | Pedal |
| -------------------------- | -------------------------- |  | --------- | ----- |
| Cor de nuit                | 16'                        |  | Principal | 16'   |
| Grand Principal            | 8'                         |  | Montre    | 8'    |
| Rohrgedackt                | 8'                         |  | Prestant  | 4'    |
| Bifara                     | 8'                         |  |           |       |
| Holzgeige                  | 8'                         |  |           |       |
| Grosse Quinte              | 5 1/3'                     |  |           |       |
| Octave                     | 4'                         |  |           |       |
| Flûte allemande            | 4'                         |  |           |       |
| Flûte de Vienne            | 4'                         |  |           |       |
| Voix angélique 4'          | II                         |  |           |       |
| Grosse Tierce              | 3 1/5'                     |  |           |       |
| Nazard                     | 2 2/3'                     |  |           |       |
| Septième                   | 2 2/7'                     |  |           |       |
| Flageolet                  | 2'                         |  |           |       |
| Piccolo                    | 1'                         |  |           |       |
| Harmonia aethera 2 2/3'    | IV                         |  |           |       |
| Fourniture 2'              | VII                        |  |           |       |
| Tercian 1 3/5'             | II                         |  |           |       |
| Trompette                  | 16'                        |  |           |       |
| Trompette                  | 8'                         |  |           |       |
| Saxophone                  | 8'                         |  |           |       |
| Trompette                  | 4'                         |  |           |       |
| Tremulant                  |                            |  |           |       |

### Epístola
El órgano de Epístola tiene dos manuales y pedalera, 25 registros y 32 rangos.
- Extensión manual: 61 notas (Do-Do4).
- Extensión pedal: 32 notas (Do-Sol1).
- Acción mecánica desde su consola específica.
- Acción eléctrica desde la consola general.

| I. Hauptwerk | I. Hauptwerk |  | II. Positiv         | II. Positiv |
| ------------ | ------------ |  | ------------------- | ----------- |
| Principale   | 8'           |  | Flauto a camino     | 8'          |
| Piffaro      | 8'           |  | Principalino        | 4'          |
| Amorosa      | 8'           |  | Divinare            | 4'          |
| Ottava       | 4'           |  | Ottavino            | 2'          |
| Alba         | 4'           |  | XII                 | 1 1/3'      |
| XII          | 2 2/3'       |  | XV                  | 1'          |
| Flauto in XV | 2'           |  | XVII                | 4/5'        |
| Ripieno 2'   | VI           |  | XIX                 | 2/3'        |
| Tromba       | 8'           |  | XXII                | 1/2'        |
| Tremolante   |              |  | Tromboncini (Regal) | 16'         |
|              |              |  | Tremolante          |             |

### Coro
El órgano de coro tiene tres manuales y pedalera, 38 registros y 53 rangos.
- Extensión manual: 61 notas (Do-Do4).
- Extensión pedal: 32 notas (Do-Sol1).
- Acción mecánica desde su consola específica.
- Acción eléctrica desde la consola general.
- El manual I Hauptwerk se puede manejar desde el II de la consola general.
- El manual II Oberwerk se puede manejar desde el IIIde la consola general.
- El manual III Positiv se puede manejar desde el IV de la consola general.

| I. Hauptwerk  | I. Hauptwerk |  | II. Oberwerk        | II. Oberwerk |
| ------------- | ------------ |  | ------------------- | ------------ |
| Quintade      | 16'          |  | Nachthorngededackt  | 8'           |
| Principal     | 8'           |  | Violflöte           | 8'           |
| Rohrflöte     | 8'           |  | Principal           | 4'           |
| Octave        | 4'           |  | Blockflöte          | 4'           |
| Spitzflöte    | 4'           |  | Sesquialtera 2 2/3' | II           |
| Quinte        | 2 2/3'       |  | Rohrpfeife          | 2'           |
| Superoctave   | 2'           |  | Nachthorn           | 1'           |
| Mixtur 1 1/3' | V-VII        |  | Scharff 1'          | IV           |
| Trompete      | 16'          |  | Rankett             | 16'          |
| Trompete      | 8'           |  | Krummhorn           | 8'           |
|               |              |  | Tremulant           |              |

| III. Positiv | III. Positiv |  | Pedalwerk           | Pedalwerk |
| ------------ | ------------ |  | ------------------- | --------- |
| Barem        | 8'           |  | Principal           | 16'       |
| Rohrflöte    | 4'           |  | Subbass             | 16'       |
| Principal    | 2'           |  | Praestant           | 8'        |
| Nasat        | 1 1/3'       |  | Holzoctave          | 8'        |
| Cymbel 1/2'  | III          |  | Gedackt             | 8'        |
| Vox humana   | 8'           |  | Octave              | 4'        |
| Tremulant    |              |  | Sifflöte            | 2'        |
|              |              |  | Rauschpfeife 2 2/3' | IV        |
|              |              |  | Posaune             | 16'       |
|              |              |  | Dulcian             | 16'       |
|              |              |  | Trompete            | 8'        |
|              |              |  | Singend Kornett     | 2'        |

### Ático
El órgano del ático tiene un manual y pedalera, 18 registros y 26 rangos.
- Extensión del manual: 61 notas (Do-Do4).
- Extensión del pedal: 32 notas (Do-Sol1).
- Mecanismo eléctrico.

| Werk              | Werk  |  | Pedal      | Pedal |
| ----------------- | ----- |  | ---------- | ----- |
| Salicional        | 16'   |  | Kontrabass | 16'   |
| Principal         | 8'    |  | Subbass    | 16'   |
| Rohrgedackt       | 8'    |  | Principal  | 8'    |
| Flûte harmonique  | 8'    |  | Posaune    | 16'   |
| Philomela         | 8'    |  |            |       |
| Viola             | 8'    |  |            |       |
| Viola celeste     | 8'    |  |            |       |
| Geigend Principal | 4'    |  |            |       |
| Hohlflöte         | 4'    |  |            |       |
| Octavin           | 2'    |  |            |       |
| Progressio 2 2/3' | III-V |  |            |       |
| Harmonia aethera  | IV-V  |  |            |       |
| Trompete          | 8'    |  |            |       |
| Vox humana        | 8'    |  |            |       |
| Tremulant         |       |  |            |       |
| Glocken           |       |  |            |       |